# ¿Dónde estás si no es aquí?
¿Dónde estás si no es aquí? es el disco debut del grupo Tango India. Fue lanzado en 1999 a través del sello Sony Music.

## Lista de canciones
1. Minimalística
2. Ruleta
3. Azul
4. Vida libre
5. ¿Dónde estás si no es aquí?
6. Esperaré
7. Vivir
8. En el olvido
9. Ay de ti

## Sencillos
- Azul
- Esperaré
- ¿Dónde estás si no es aquí?

- Datos: Q6172367